# Юган, Александр Николаевич
Алекса́ндр Никола́евич Ю́ган (? — ?) — российский государственный деятель. Иркутский губернатор в 1914—1917 годах.

## Биография
Сын полковника Николая Васильевича Югана (ум. 1895), начальника Гродненского губернского жандармского управления.
Иркутский вице-губернатор с 1906 по 1910 год. Бессарабский вице-губернатор в 1910—1913 годах, советник I отделения Иркутского губернского управления, коллежский асессор, надворный советник, непременный член губернского по крестьянским делам присутствия.

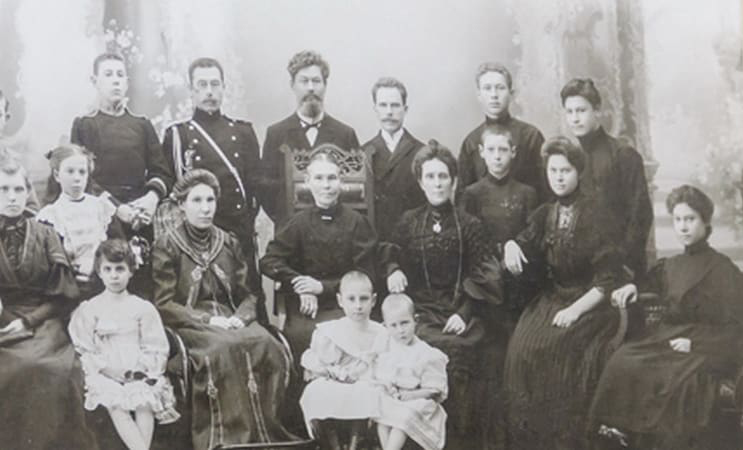
Александр Юган (второй слева в верхнем ряду) среди родных

Окончил Санкт-Петербургский университет (1888). Поступил на службу в 1891 году. Ориентировочно с середины 1890-х годов в Иркутске. В 1900 году — коллежский асессор, советник губернского управления. 12 августа 1906 года назначен иркутским вице-губернатором. 31 декабря 1910 года переведён на должность вице-губернатора Бессарабской губернии. В 1911 году произведён в чин действительного статского советника. С того же года состоял в комитете по постройке памятника Александру I в Кишинёве. В 1912 году — исполняющий обязанности губернатора. 17 мая участвовал в церемонии освящения места под памятник, третьим заложил камень в его основание. В 1913 году освобождён от должности и 4 января 1914 года назначен иркутским губернатором, прибыл в Иркутск 28 марта. Член общества для вспомоществования нуждающимся переселенцам, председатель окружного правления общества спасения на водах, президент иркутского общества поощрения коннозаводства. 4 марта 1917 года уволен по распоряжению Комитета общественных организаций (КООрга), после этого покинул Иркутск. Дальнейшая его судьба неизвестна.